# Lavsa
Lavsa (italsky Laussa) je neobydlený ostrov v Jaderském moři. Je součástí Chorvatska, leží v Šibenicko-kninské župě a je součástí souostroví Kornati. Jeho rozloha je 1,78 km². Ve středu je asi jeden kilometr dlouhá a 80 až 500 metrů široká zátoka Lavsa, která rozděluje ostrov na dvě části, vzájemně spojené pruhem země širokým přibližně 280 metrů. Ostrov leží v národním parku Kornati.
V dobách římské říše na ostrově byly solné pánve, které fungovaly až do čtrnáctého století, dochovaly se až do současnosti, jsou však již pod mořskou hladinou. Ostrov též sloužil ke skladování soli, nacházejí se zde rovněž pozůstatky benátské pevnosti. Nyní je ostrov obydlen pouze během turistické sezóny, v malé stejnojmenné osadě se nachází deset budov a tři restaurace.
Nejvyšším vrcholem je Veli vrh vysoký 111 metrů, dalšími vrcholy jsou Stari Osik (95 m), Veli vrh od punte (70 m), Mali vrh od punte (51 m), Čelina (45 m) a Glavica (33 m). Na ostrově se kromě hlavní zátoky Lavsa nacházejí též menší zátoky Prikolonča a Studenjak. Nejjižnější mys se nazývá jako rt Kruzi.
Od nejbližšího většího ostrova, Piškery, je Lavsa oddělena 170 m širokou úžinou. Od největšího ostrova souostroví, Kornatu, se nachází 1,2 km jihovýchodně. Kolem Lavsy se rovněž nachází velké množství malých ostrůvků, jako jsou Veseljuh, Gustac, Klobučar, Škanj Veli, Škanj Mali a Mala Panitula.